# Sommet franco-britannique

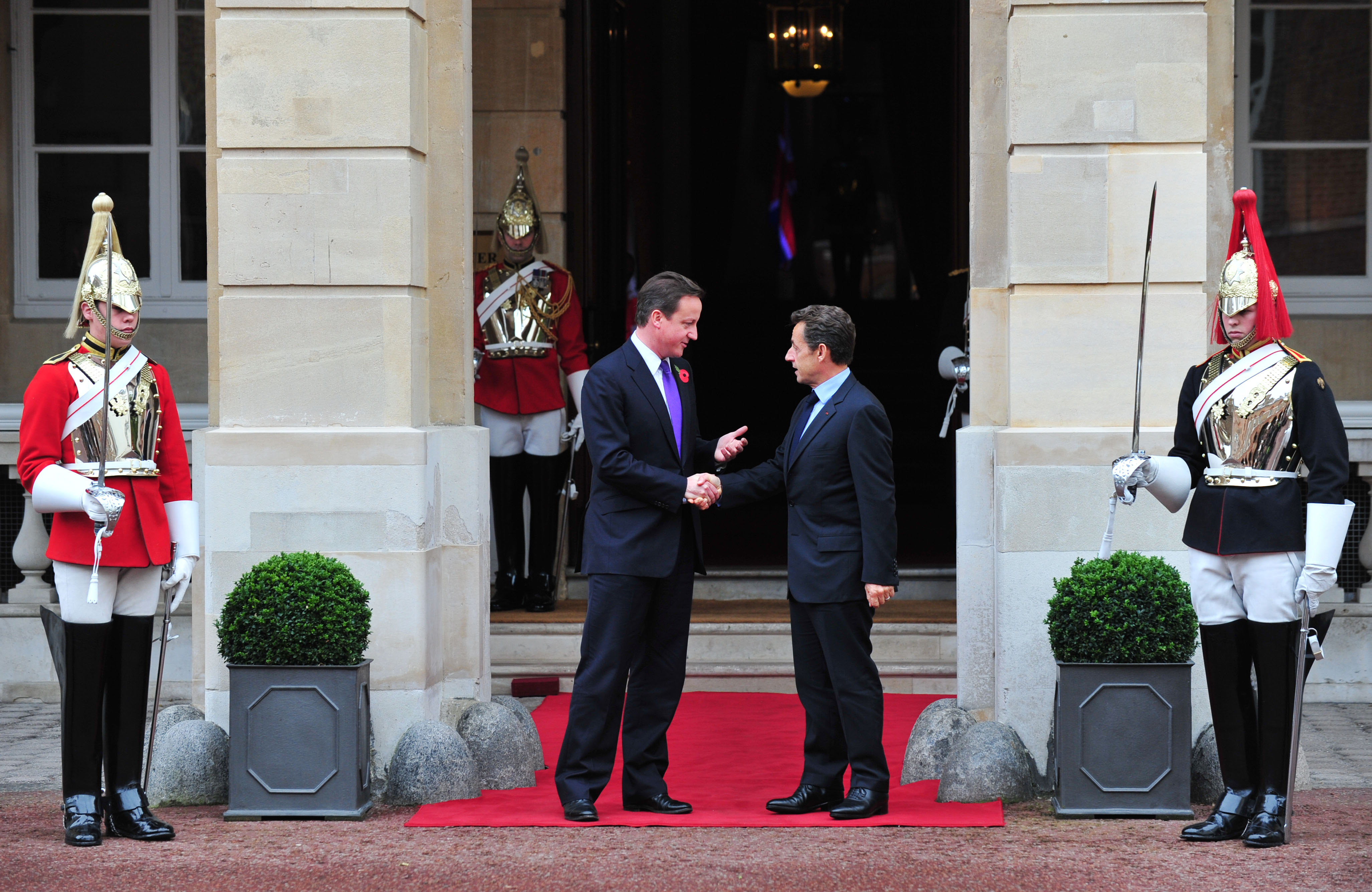
David Cameron, Premier ministre britannique (à g.), accueille Nicolas Sarkozy, président français (à d.), à la Lancaster House à Londres, durant le franco-britannique, le 2 novembre 2010.

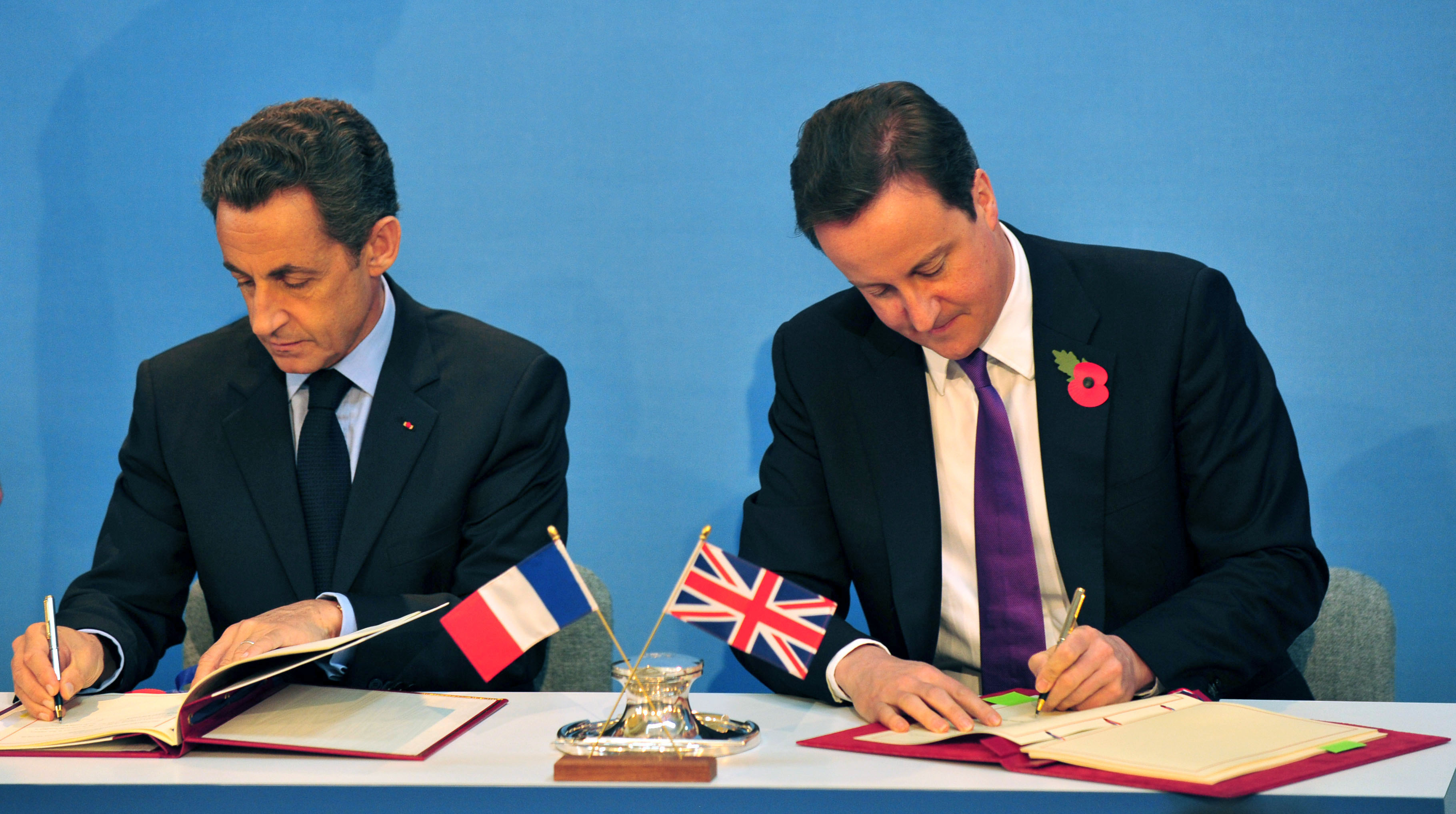
Sarkozy et Cameron signent les traités de Londres durant le.

Un sommet franco-britannique ou consultation franco-britannique (en anglais : UK-France Summit) est un sommet bilatéral entre la France, représentée par son président de la République, et le Royaume-Uni, représenté par son Premier ministre. De tels sommets sont organisés à un rythme plus ou moins annuel depuis 1976, ponctuant les relations entre les deux pays.

## Liste
| No | Ville        | Pays        | Date              | Président français | Premier ministre britannique | Réf.  |
| -- | ------------ | ----------- | ----------------- | ------------------ | ---------------------------- | ----- |
| 1  | Rambouillet  | France      | 11 – 12 nov. 1976 | Giscard d'Estaing  | Callaghan                    | ,     |
| 2  | Chequers     | Royaume-Uni | 12 – 13 déc. 1977 | Giscard d'Estaing  | Callaghan                    | [ 3 ] |
| 3  | Paris        | France      | 24 nov. 1978      | Giscard d'Estaing  | Callaghan                    | [ 3 ] |
| 4  | Londres      | Royaume-Uni | 19 – 20 nov. 1979 | Giscard d'Estaing  | Thatcher                     | [ 3 ] |
| 5  | Paris        | France      | 19 sept. 1980     | Giscard d'Estaing  | Thatcher                     | [ 3 ] |
| 6  | Londres      | Royaume-Uni | 11 sept. 1981     | Mitterrand         | Thatcher                     |       |
| 7  | Paris        | France      | 5 nov. 1982       | Mitterrand         | Thatcher                     |       |
| 8  | Londres      | Royaume-Uni | 21 oct. 1983      | Mitterrand         | Thatcher                     |       |
| 9  | Paris        | France      | 30 nov. 1984      | Mitterrand         | Thatcher                     |       |
| 10 | Londres      | Royaume-Uni | 18 nov. 1985      | Mitterrand         | Thatcher                     |       |
| 11 | Paris        | France      | 21 nov. 1986      | Mitterrand         | Thatcher                     |       |
| 12 | Londres      | Royaume-Uni | 29 janv. 1988     | Mitterrand         | Thatcher                     |       |
| 13 | Paris        | France      | 27 fév. 1989      | Mitterrand         | Thatcher                     |       |
| 14 | Waddesdon    | Royaume-Uni | 4 mai 1990        | Mitterrand         | Thatcher                     |       |
| 15 | Dunkerque    | France      | 24 juin 1991      | Mitterrand         | Major                        | [ 4 ] |
| 16 | Londres      | Royaume-Uni | 26 juill. 1993    | Mitterrand         | Major                        |       |
| 17 | Chartres     | France      | 19 nov. 1994      | Mitterrand         | Major                        |       |
| 18 | Londres      | Royaume-Uni | 30 oct. 1995      | Chirac             | Major                        |       |
| 19 | Bordeaux     | France      | 7 nov. 1996       | Chirac             | Major                        |       |
| 20 | Londres      | Royaume-Uni | 6 – 7 nov. 1997   | Chirac             | Blair                        |       |
| 21 | Saint-Malo   | France      | 4 déc. 1998       | Chirac             |                              |       |
| 22 | Londres      | Royaume-Uni | 25 nov. 1999      | Chirac             |                              |       |
| 23 | Cahors       | France      | 9 fév. 2001       | Chirac             |                              |       |
| 24 | Londres      | Royaume-Uni | 29 nov. 2001      | Chirac             |                              |       |
| 25 | Le Touquet   | France      | 4 fév. 2003       | Chirac             |                              |       |
| 26 | Londres      | Royaume-Uni | 24 nov. 2003      | Chirac             |                              |       |
| 27 | Londres      | Royaume-Uni | 18 nov. 2004      | Chirac             |                              |       |
| 28 | Paris        | France      | 9 juin 2006       | Chirac             |                              |       |
| 29 | Londres      | Royaume-Uni | 26 mars 2008      | Sarkozy            | Brown                        |       |
| 30 | Évian        | France      | 6 juill. 2009     | Sarkozy            | Brown                        |       |
| 31 | Londres      | Royaume-Uni | 2 nov. 2010       | Sarkozy            | Cameron                      |       |
| 32 | Paris        | France      | 17 fév. 2012      | Sarkozy            | Cameron                      |       |
| 33 | Brize Norton | Royaume-Uni | 31 janv. 2014     | Hollande           | Cameron                      |       |
| 34 | Amiens       | France      | 3 mars 2016       | Hollande           | Cameron                      |       |
| 35 | Sandhurst    | Royaume-Uni | 18 janv. 2018     | Macron             | May                          |       |
| 36 | Paris        | France      | 10 mars 2023      | Macron             | Sunak                        |       |
| 37 | Londres      | Royaume-Uni | 10 juill. 2025    | Macron             | Starmer                      |       |